# Mercury Monterey (1973–1974)
Der Mercury Monterey der Modelljahre 1973 und 1974 ist ein Full-Size-Pkw des US-amerikanischen Autokonzerns Ford, der unter der Marke Mercury angeboten wurde. Er war das preiswerte Schwestermodell des weitgehend baugleichen Mercury Marquis; außerdem hatte der Monterey mit dem LTD ein Pendant bei der Marke Ford. Mit einer Neustrukturierung des Full-Size-Programms fiel der Monterey Ende 1974 weg. Diese Baureihe war abgesehen von einem kurzzeitig gebauten Van die letzte mit dem 1949 eingeführten und bis dahin durchgängig genutzten Namen Monterey.

## Entstehungsgeschichte

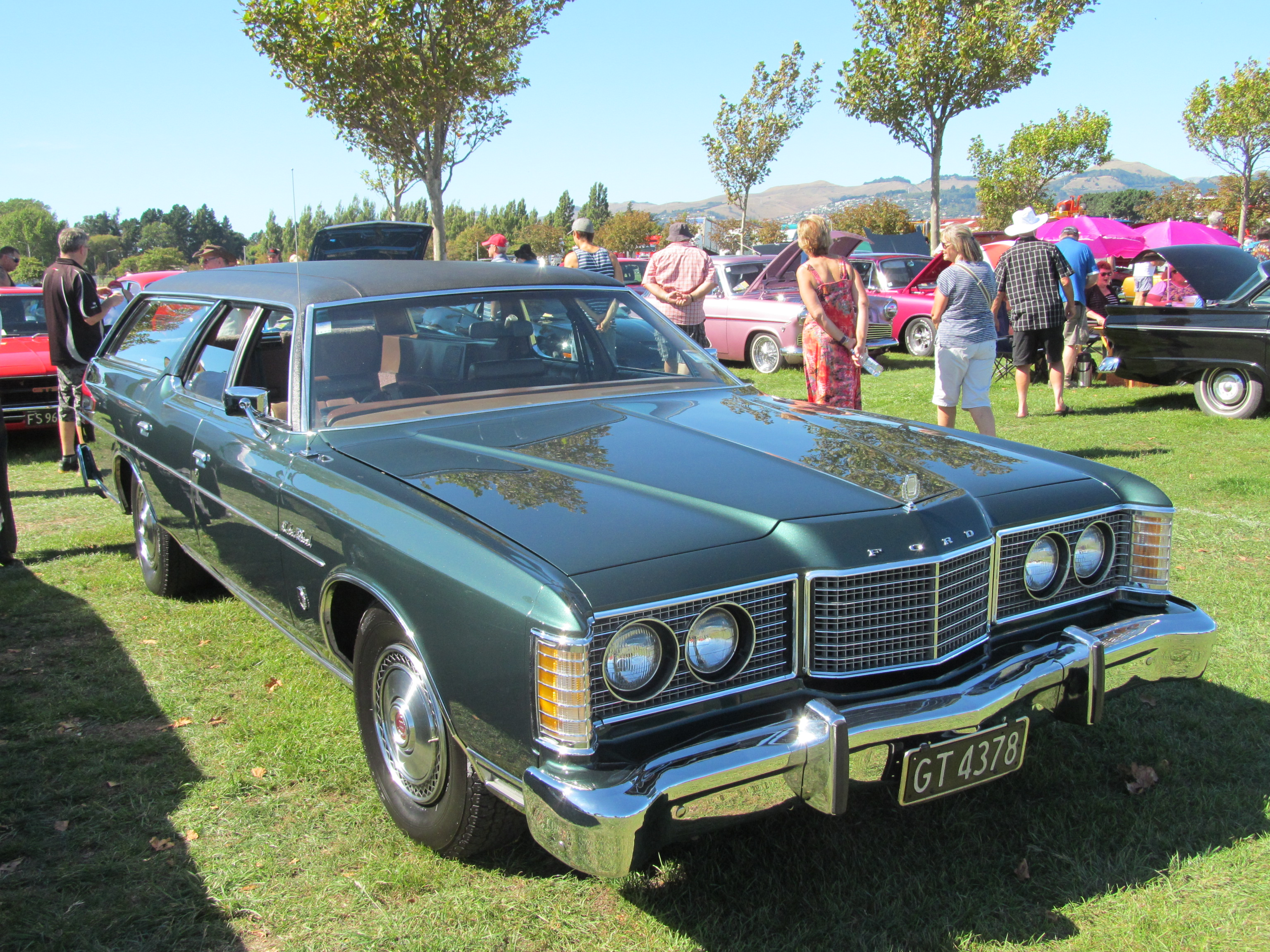
Baugleiches Schwestermodell: Ford LTD

Die Entwicklung der Full-Size-Modelle im Ford-Konzern lief bei den Marken Ford und Mercury seit den 1960er-Jahren im Wesentlichen parallel: Technik und Karosserien der großen Ford- und Mercury-Modelle stimmten weitgehend überein; zu unterscheiden war sie jeweils über Stylingdetails sowie über die Ausstattung, wobei die Mercury-Varianten besser ausgestattet und teurer waren als ihre Ford-Pendants.
Zum Modelljahr 1973 führte Ford eine neue Full-Size-Generation ein, die technisch auf dem 1969 vorgestellten Vorgänger basierte, aber eine völlig neu gestaltete Karosserie hatte. Bei Ford waren die Full-Size-Modelle ab 1973 in die Baureihen Custom, Galaxie und LTD gegliedert, wobei der Custom die preiswerteste und der LTD die teuerste Ausführung war. Fords höherwertige Marke Mercury hatte ab 1973 zwei Varianten der Full-Size-Reihe im Programm: Die Basisversion verkaufte Mercury unter der Bezeichnung Monterey, während die besser ausgestatteten Versionen als Mercury Marquis im Programm standen.
Zum Modelljahr 1975 strukturierte der Ford-Konzern seine Full-Size-Familie neu: Bei der Marke Ford entfielen der Custom und der Galaxie, und Mercury stellte den Monterey ein. Bei Mercury wurde die Bezeichnung Marquis auf das einfachste Full-Size-Modell heruntergereicht, während die am besten ausgestattete Variante die neu etablierte Bezeichnung Grand Marquis erhielt.

## Modellbeschreibung

### Rahmen und Fahrwerk
Der Mercury Monterey hat einen separaten Rahmen mit aufgesetzter Karosserie. Technisch stimmen Rahmen und Fahrwerk des Monterey mit denen des zeitgenössischen Ford LTD überein, allerdings ist der Radstand des Mercury in der zwei- und viertürigen Version 76 mm länger der des Ford. Lediglich der Mercury Kombi hat den kürzeren Radstand wie sein Ford-Pendant.
Die Vorderräder sind einzeln aufgehängt, hinten ist es eine Starrachse. An allen vier Rädern sind Schraubenfedern eingebaut. Vorn sind Scheibenbremsen serienmäßig, hinten Trommelbremsen. Eine Servolenkung gehört zur Serienausstattung.

### Karosserie

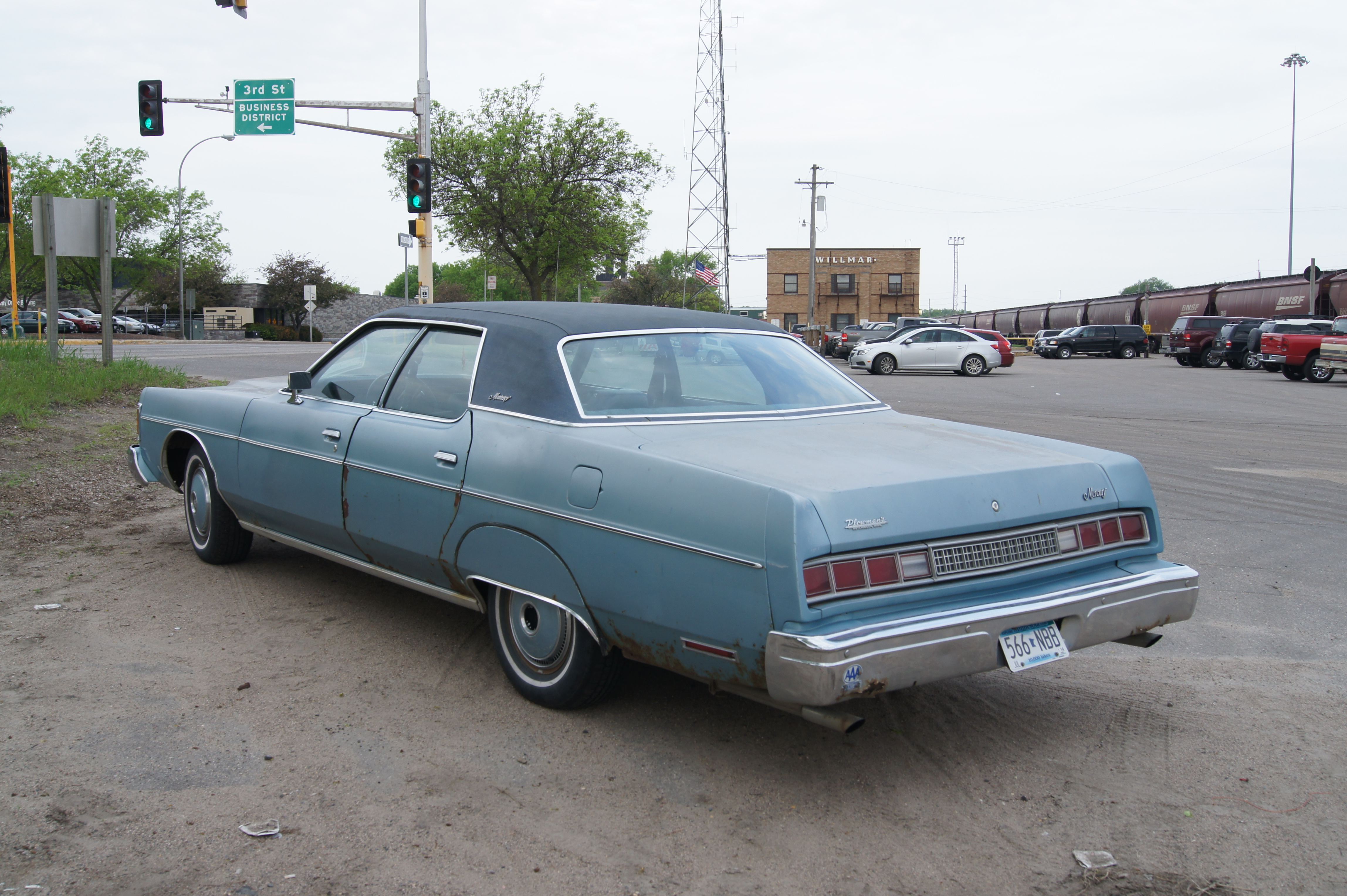
Mercury Monterey Sedan (1974)

Die Mercury Monterey der Modelljahre 1973 und 1974 haben Stahlblechkarosserien.
Die Karosserie entspricht weitestgehend der der zeitgenössischen Galaxie- und LTD-Modelle von Ford. Auch die Frontmaske stimmt mit den Ford-Modellen annähernd überein. Sie ist ein wesentlicher Unterschied zum teureren Mercury Marquis, der verdeckte Scheinwerfer hat. Die Heckpartie des Monterey hat keine Bezüge zum Ford. Sie hat breite, waagerecht angeordnete Rückleuchten und ist weitgehend mit der Heckpartie des Mercury Marquis identisch.
Der Mercury Monterey war als zweitüriges Hardtop Coupé ohne B-Säule, als viertürige Limousine mit B-Säule sowie als Kombi mit Heckklappe erhältlich. Einen viertürigen Hardtop Sedan ohne B-Säule, der als weitere Karosserievariante beim Mercury Marquis im Programm stand, gab es in der Monterey-Reihe nicht.

### Motorisierung
Die Mercury Monterey dieser Generation waren ausschließlich mit Achtzylinder-V-Ottomotoren erhältlich. 
| Übersicht über die Motorisierungen                              |           |           |            |      |      |      |
| Achtzylinder-V-Ottomotoren                                      |           |           |            |      |      |      |
| Hubraum (cui)                                                   | 351       | 400       | 400        | 429  | 460  | 460  |
| Hubraum (cm³)                                                   | 5752      | 6555      | 6555       | 7030 | 7538 | 7538 |
| SAE-PS (netto)                                                  | 159       | 168       | 170        | 198  | 195  | 202  |
| 1973                                                            | S         | S (Kombi) | –          | O    | –    | O    |
| 1974                                                            | S (Basis) | –         | S (Custom) | –    | O    | –    |
| S = Serienausstattung; O = aufpreispflichtige Wunschausstattung |           |           |            |      |      |      |

### Ausstattungslinien und Preisgefüge
Der Mercury Monterey war in zwei Ausstattungslinien erhältlich: als Basisversion (ohne Zusatzbezeichnung) und als höherwertige Version Monterey Custom. Hinsichtlich des Kaufpreises war der einfache Monterey zwischen dem Ford Galaxie und der Basisversion des Ford LTD positioniert, während der Monterey Custom auf gleichem Niveau lag wie der teuerste LTD, der als LTD Brougham verkauft wurde. Der besser ausgestattete Mercury Marquis war etwa 500 US-$ teurer als der Monterey Custom und der LTD Brougham.

## Produktion
Die Produktion des Mercury Monterey verteilte sich auf fünf verschiedene Standorte in den USA sowie auf einen in Kanada. In zwei Jahren entstanden, alle Karosserie- und Ausstattungsversionen zusammengenommen, 82.664 Montereys. Im ersten Produktionsjahr baute Mercury mehr als doppelt so viele Autos wie im zweiten und letzten.
| Produktionszahlen |                |               |        |       |        |
| Karosserieform    | Karosserieform | Hardtop Coupé | Sedan  | Kombi | Summe  |
| Modelljahr        | 1973           | 13.414        | 37.495 | 4.275 | 55.184 |
| Modelljahr        | 1974           | 6.513         | 19.298 | 1.669 | 27.480 |